# Маре Вінт
Маре Вінт (нар. Маре Менді; 15 вересня 1942 — 10 травня 2020) — естонський художник-графік. У своїй роботі Вінт здебільшого змальовувала «ідеальний пейзаж».

## Життєпис
Вінт народилася в Таллінні, де в 1961 році закінчила дев'яту середню школу. З 1962 до 1967 року навчалась у Державному художньому інституті Естонської РСР; вона закінчила художника зі скла. З 1967 до 1969 року вона працювала викладачкою мистецтв у середній школі в Таллінні, потім — вільною художницею. Вона була членкинею Спілки художників Естонії з 1973 року.
Вона працювала малюванням тушшю та олівцем, і в основному літографією з 1972 року. У творчості Маре Вінт другої половини 1960-х — початку 1970-х років виник стиль, що характеризується чорно-білим контрастом малюнків, в який колір умовніший. 2015 року вона була нагороджена орденом Білої зірки IV класу.